# 輝けるもの
「輝けるもの」（かがやけるもの）は、日本のロックバンド、ACIDMANの30枚目のシングル。2024年1月17日に発売。

## 概要
- 前作「Rebirth」より約4年ぶりとなるシングルであり、CDシングルとしては『灰色の街』より4年ぶりとなる。
- 『輝けるもの』は映画『ゴールデンカムイ』の主題歌として書き下ろされた楽曲であり、元より原作の大ファンであった大木は『自然と共に生きるアイヌの人々の美しい生き様、土を忘れ欲望を追い求めてしまう僕達の儚い生き様。正しさに揺れながら、迷いながらも強く生き抜く力になる楽曲として、この映画を支えられたら嬉しいです。』とコメントを寄せている。
- 初回限定盤・通常盤共に紙ジャケット仕様。初回盤限定DVDには2023年10月に開催されたライブ「This is ACIDMAN 2023 at Zepp Haneda」の模様を収録。通常盤CDには同公演より『Rebirth』『ALMA』のライブ音源を収録。

## 収録曲

### CD（初回限定盤）
- 全曲作詞・作曲：大木伸夫／編曲：ACIDMAN

1. 輝けるもの
映画『ゴールデンカムイ』主題歌。発売前の1月5日に先行配信された[2]。
2. 輝けるもの (Instrumental)

### CD（通常盤）
1. 輝けるもの
2. 輝けるもの (Instrumental)
3. Rebirth (Live Track from 「This is ACIDMAN 2023 at Zepp Haneda (2023.10.30)
4. ALMA (Live Track from 「This is ACIDMAN 2023 at Zepp Haneda (2023.10.30)

### 初回限定盤DVD『This is ACIDMAN 2023 at Zepp Haneda（2023.10.30）』
1. to live
2. 造花が笑う
3. FREE STAR
4. Rebirth
5. スロウレイン
6. 赤橙
7. リピート
8. 季節の灯
9. アルケミスト
10. 彩-SAI-
11. Λ-CDM
12. ALMA
13. EVERLIGHT
14. 世界が終わる夜
15. 夜のために
16. ある証明
17. 飛光
18. 廻る、巡る、その核へ
19. 式日
20. Your Song